# Ambuyat
El ambuyat es un plato derivado del tronco interior (fécula) de la palma de sagú. Es una sustancia blanda con almidón, similar a la tapioca. El ambuyat es el plato nacional de Brunéi, y una especialidad local en los estados malasios de Sarawak, Sabah y el territorio federal de Labuán, donde también se lo conoce como linut.
Tradicionalmente, el ambuyat se consume con un tenedor de bambú llamado chandas, enrollando el almidón en él y luego sumergiéndolo en alguna salsa.
Hay un plato similar en el este de Indonesia llamado papeda. Tiene una textura glutinosa y es masticable.